# 819
Năm 819 là một năm trong lịch Julius.